# Eburella pumicosa
Eburella pumicosa là một loài bọ cánh cứng trong họ Cerambycidae.